# حكومة كولومبيا

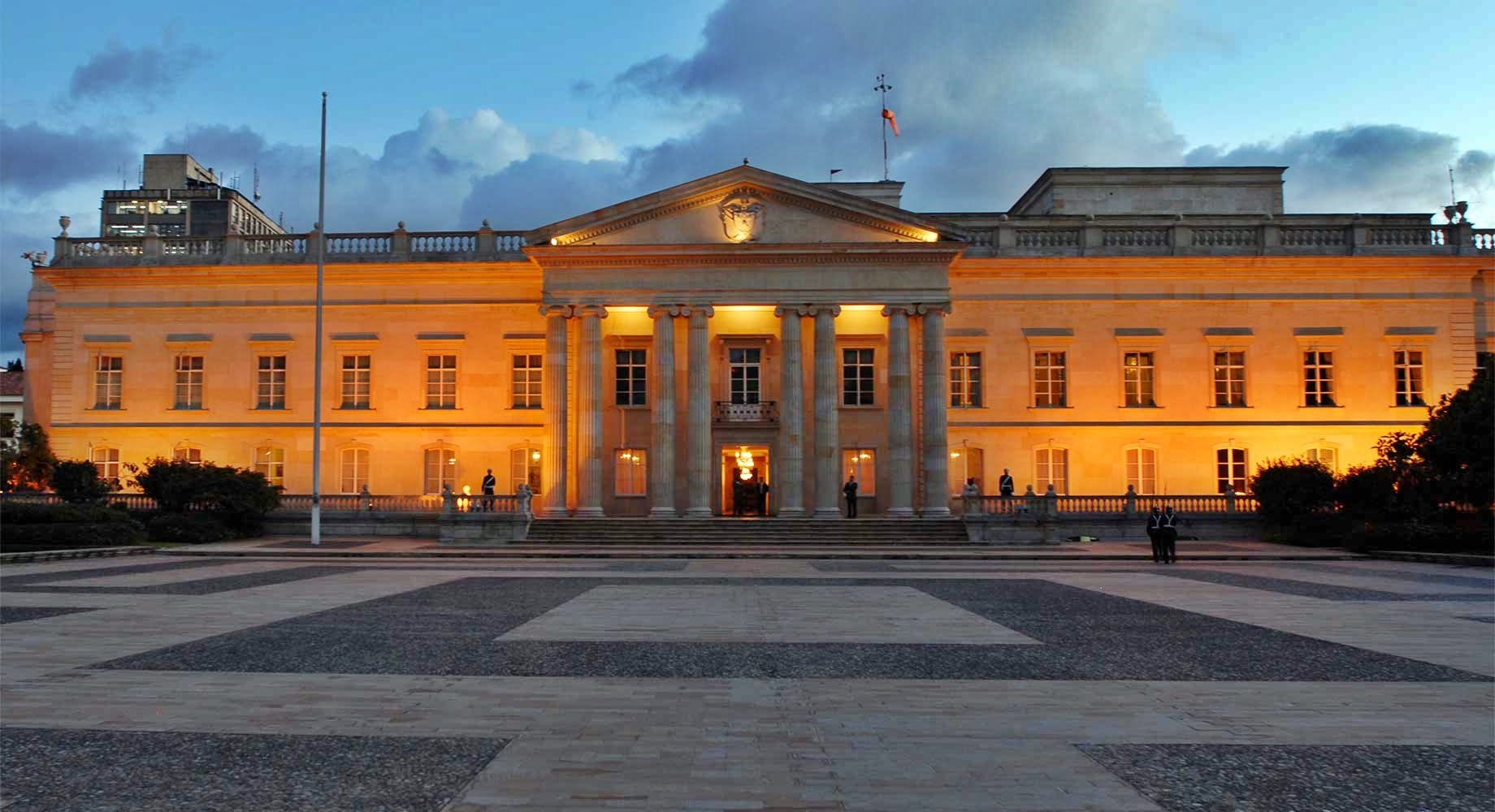
كاسا دي نارينو، القصر الرئاسي في بوغوتا يضم رئيس كولومبيا وأقصى ممثل للسلطة التنفيذية في كولومبيا.

حكومة كولومبيا هو نظام هيكلي سياسي تابع لجمهورية كولومبيا، يتبنى مبدأ فصل السلطات إلى ثلاث مؤسسات الدستورية وهم سلطة تنفيذية وسلطة قضائية وسلطة تشريعية. حيث تتكون الهيئة التشريعية من الكونغرس الكولومبي، والهيئة القضائية من محكمة عدل عليا، ورئيس في شق الهيئة التنفيذية.

## أنظر كذلك
- الانتخابات في كولومبيا
- نظام انتخابي
- الفساد في كولومبيا